# Trypeticus gracilis
Trypeticus gracilis är en skalbaggsart som beskrevs av Kanaar 2003. Trypeticus gracilis ingår i släktet Trypeticus och familjen stumpbaggar. Inga underarter finns listade i Catalogue of Life.